# Mar de los Salish

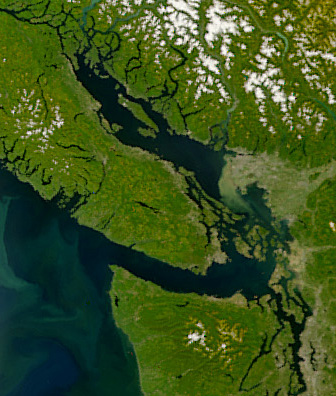
El mar de los Salish, mostrando el océano Pacífico abierto en la parte inferior izquierda y desde allí, hacia el interior: el estrecho de Juan de Fuca; el estrecho de Puget en la esquina inferior derecha; hacia el norte, el ancho estrecho de Georgia; y en el extremo norte de ese estrecho, el estrecho de Johnstone. El sedimento del río Fraser es visible como un penacho verdoso en el estrecho de Georgia.

El mar de los Salish (en inglés: Salish Sea; en francés: mer des Salish) es la intrincada red de vías marinas navegables costeras de la biorregión de Cascadia que incluye la porción sudoccidental de la provincia canadiense de Columbia Británica y la porción noroccidental del estado estadounidense de Washington. Sus principales cuerpos de agua son los estrechos marinos de Georgia, Juan de Fuca y  Puget. Se extiende desde el estrecho de la Desolación, en el extremo norte del estrecho de Georgia, hasta la bahía de Oakland en la cabecera del Hammersley Inlet, en el extremo sur del estrecho de Puget. Las vías navegables interiores del mar de los Salish están parcialmente separadas del océano Pacífico abierto por la isla de Vancouver y la península Olímpica, y por lo tanto están parcialmente protegidas de las tormentas del Pacífico. Las principales ciudades portuarias del mar de los Salish son Vancouver, Seattle, Tacoma, Everett, Bellingham, Port Angeles y Victoria. Gran parte de la costa forma parte de una megalópolis que se extiende desde el oeste de Vancouver, Columbia Británica, hasta Olimpia, Washington.
El mar  de los Salish no es ningún mar desde el punto de vista oceánográfico, tan solo una denominación geográfica de un conjunto de vías marinas.

## Definición
El mar de los Salish incluye el estrecho de Juan de Fuca, el estrecho de Georgia, el estrecho de Puget y todos sus canales de conexión y aguas adyacentes, como el estrecho de Haro, el estrecho de Rosario, la bahía de Bellingham, el canal Hood, y las aguas alrededor y entre las islas San Juan, en el estado de Washington (Estados Unidos), y las islas del Golfo, en la Columbia Británica (Canadá). El límite occidental es la entrada al estrecho de Juan de Fuca, definido como una línea entre el cabo Flattery y punta Carmanah. El límite sur es el extremo sur del estrecho de Puget. El límite septentrional llega justo más allá del extremo norte del estrecho de Georgia para incluir las aguas que experimentan la corriente de inundación o el oleaje de marea del sur: pasaje Discovery al sur de los estrechos de Seymour, el canal Sutil al sur de las islas Penn, el canal Lewis (entre la isla Cortés y la isla Redonda occidental), el canal Waddington (entre la isla Redonda occidental y la isla Redonda oriental) y el estrecho de Pendrell, el estrecho de la Desolación y la parte meridional del canal Homfray (entre la isla Redonda oriental y el continente). Esos límites se basaron en el «Informe sobre los indicadores del ecosistema de la cuenca de Georgia-estrecho de Puget» de 2002. La extensión total del mar de los Salish es de unos 18 000 km².

## Nombre

### Origen del nombre
El primer uso conocido del término 'mar de los Salish» fue en 1988, cuando el biólogo marino Bert Webber de Bellingham, Washington, creó el nombre para las aguas combinadas de la región con la intención de complementar los nombres de estrecho de Georgia, estrecho de Puget y Eestrecho de Juan de Fuca, y no reemplazarlos. La adopción de este término, dijo, aumentaría la conciencia sobre el cuidado de las aguas y los ecosistemas de la región. Los esfuerzos de Webber se acreditan con el reconocimiento oficial del término en Canadá y Estados Unidos. 

### Pueblos costeros del mar de los Salish
Los salish de la costa son los pueblos indígenas que viven en el suroeste de la Columbia Británica y el noroeste de Washington a lo largo del mar de los Salish y comparten un origen lingüístico y cultural común. Los salish de la costa son vistos como una de las principales ramas culturales y lingüísticas de un grupo más grande conocido como salishan o salish. Se reconocen cinco divisiones de la familia de la lengua salish, siendo las dos principales la de los salish de la costa y la de los salish del interior. La familia salish consta de 23 lenguas distintas. Los exploradores europeos y americanos encontraron por primera vez al pueblo salishan a lo largo de la costa noroeste del Pacífico a finales del siglo XVIII. La primera información detallada fue obtenida por la expedición de Lewis y Clark de 1804-1806. El nombre «salish» se aplicó originalmente sólo a la tribu salish del interior Flathead que vivía en la región del lago Flathead, Montana. A mediados del siglo XX, se había extendido para nombrar a todas las personas que hablaban un idioma similar. La Nación Flathead continúa refiriéndose a su idioma y cultura como salish. Una variante del nombre del lago Flathead es «lago Selish». El nombre mar de los Salish fue acuñado a finales del siglo XX. No existe un nombre general para esta zona o incluso un nombre comúnmente compartido para cualquiera de los cuerpos de agua en cualquiera de las lenguas salish de la costa. 
Las vías fluviales del mar de los Salish eran importantes rutas comerciales para los pueblos salish de la costa y siguen siendo una fuente de alimentos y otros recursos para los pueblos indígenas. La cuenca incluye el territorio no sólo de los pueblos salish de la costa, sino también de los pueblos wakashan del Norte Kwakwaka'wakw y wakashan del sur (los nuu-chah-nulth, makah y ditidaht) y, anteriormente, el de los chimakum (un pueblo chimakuano emparentado con los quileutes que ya no existe como grupo reconocible, habiendo sido aniquilado por los suquamish y otros en el siglo XIX).

### Reconocimiento oficial
En marzo de 2008, la Primera Nación Chemainus propuso rebautizar el estrecho de Georgia como «mar de los Salish», idea que, según se informa, fue aprobada por el ministro de Relaciones con los Aborígenes de la Columbia Británica, Mike de Jong, quien se comprometió a presentarla al gabinete de la Columbia Británica para su discusión. Para hacer oficial el nombre «mar de los Salish» era necesario presentar una solicitud oficial a la Junta de Nombres Geográficos del Canadá. Un movimiento estadounidense paralelo que promovía el nombre tenía una definición diferente, que combinaba el estrecho de Juan de Fuca y el estrecho de Puget, así como el estrecho de Georgia y las aguas conexas bajo el nombre de mar de los Salish. 
En agosto de 2009, la Oficina de Nombres Geográficos de Columbia Británica aprobó una resolución que recomendaba que la Junta de Nombres Geográficos de Canadá adoptara el nombre del «mar de los Salish» dependiendo de la aprobación de la Junta de Nombres Geográficos de los Estados Unidos. El nombre fue respaldado por la Junta de Nombres Geográficos del Estado de Washington a fines de octubre de 2009. Fue aprobado por la Junta de Nombres Geográficos de los Estados Unidos el 12 de noviembre de 2009 y por la Oficina de Nombres Geográficos de Columbia Británica en febrero de 2010. El nombre francés «mer des Salish» también es oficial en Canadá.
En una encuesta de 2019 hecha a los residentes en las cercanías del mar de los Salish, solo el 9% de los habitantes de Washington y el 15% de los colombianos británicos pudieron identificar y nombrar correctamente el mar de los Salish.

## Fauna
Los científicos han identificado 253 especies de peces observadas en aguas marinas o salobres del ecosistema del mar de los Salish. Estas 253 especies, que abarcan un mixinido, dos petromizónidos, 18 condrictios, dos condrosteanos y 230 teleósteos, están contenidos en 78 familias y 31 órdenes.

### Mamíferos marinos
La difícil situación de la orca residente del sur ( Orcinus orca ) en el mar de los Salish ha atraído la atención mundial, ya que estas ballenas que se alimentan de peces se mueren de hambre debido a las bajas poblaciones de salmón. Las imágenes de video mostraron a una orca llamada Tahlequah, quien llevó su ballenato muerto sobre su cabeza durante más de 1,000 millas durante 17 días antes de separarse de ella. Conocidas como orcas residentes del sur, esta población de orcas se encuentra en el punto más bajo de los últimos 35 años, después de tres muertes de adultos en 2019 y ninguna cría sobreviviente en tres años, dejando sólo 73 ballenas en la comunidad.
Las manadas de orca sanas que se alimentan de mamíferos también visitan el mar de los Salish y su población está aumentando. Estas orcas son conocidas como orcas de Bigg, u orcas transitorias. 
- Estrecho de Puget
- Estrecho de Georgia
- Islas del golfo
- Islas san Juan
- Estrecho de Juan de Fuca